# Кричфалуший, Владислав Сергеевич
Владислав Сергеевич Кричфалуший (род. 20 августа 1995, Россия, Березники, Пермский край) — российский паралимпийский спортсмен, 5-й чемпион Европы и 7-й чемпион мира по паратхэквондо. Мастер спорта России международного класса.

## Биография
Владислав родился 20 августа 1995 года в Березниках Пермского края.
Ребёнок рос обычным здоровым мальчиком. Был по счёту вторым ребёнком в семье и первым братом. В 1999 году во время прогулки Владислав потянулся за сосульками на местной подстанции и случайно схватился за высоковольтные провода. В результате он получил сильнейшие ожоги и лишился рук (ампутация).
На данный момент Владислав продолжает заниматься Тхэквондо, которому обучился много лет назад, и участвует в соревнованиях. В 2023 году Кричфалуший открыл свою школу боевых единоборств в Перми. 

## Спортивные достижения
- Мастер спорта России Международного класса
- 5-й чемпион Европы по паратхэквондо
- 7-й чемпион мира по паратхэквондо